# Adoxophyes instillata
Adoxophyes instillata es una especie de polilla del género Adoxophyes, tribu Archipini, subfamilia Tortricinae.

## Distribución
Se distribuye por Australia (Queensland).

## Taxonomía
Fue descrita por Meyrick en 1922 y publicada en Arkiv för Zoologi 14(15): 2.